# 포타와토미 학살
포타와토미 학살(Pottawatomie Massacre)은 1856년 5월 24일 밤에서 25일 새벽에 걸쳐, 노예 제도 옹호론자들이 로렌스 약탈을 일으키자, 이에 대한 보복으로 존 브라운을 비롯한 노예 제도 폐지론자 정착민들이 캔자스주 프랭클린군의 포타와토미 골짜기에 살던 노예 제도 옹호론자 정착민 다섯 명을 잡아다 그 가족들이 보는 앞에서 토막쳐 죽인 사건이다. 이 사건은 남북 전쟁이 일어나기 전에 캔자스주를 피로 물들였던 피의 캔자스 사태의 숱한 유혈사태 중 하나에 불과하다. 피의 캔자스 사태는 미주리 타협과 캔자스 네브라스카 법으로 인한 결과였다.

## 배경
존 브라운은 특히 보안관 주도로 2개의 신문 사무소와 호텔, 그리고 찰스 로빈슨(부정선거로 구성된 캔자스주 의회에 맞서 결성된 자유 주 정부의 지도자)의 저택을 파괴한 로렌스 약탈 사건으로 지극받은 상태였다.

## 참고 자료
- Decaro, Louis A. Jr. "Fire from the Midst of You": A Religious Life of John Brown. New York: New York University Press, 2005. ISBN 0-8147-1921-X.
- Johnson, Andrew. What John Brown Did in Kansas (December 12, 1859): a speech to the United States House of Representatives, December 12, 1859. Originally published in The Congressional Globe, The Official Proceedings of Congress. Published by John C. Rives, Washington, D. C. Thirty-Sixth Congress, 1st Session, New Series...No. 7, Tuesday, December 13, 1859, pages 105-106. Retrieved May 16, 2005.
- PBS Online. People & Events: Pottawatomie Massacre"John Brown's Holy War." The American Experience. WGBH, 1999.
- Reynolds, David S. John Brown, Abolitionist: The Man Who Killed Slavery, Sparked the Civil War, and Seeded Civil Rights. New York: Vintage, 2005. ISBN 0-375-41188-7.
- Townsley, James. "The Pottawatomie Killings: It is Established Beyond Controversy That John Brown Was the Leader." 보관됨 2006-03-09 - 웨이백 머신 Republican Citizen. Paola, Kansas, 20 Dec 1879, page 5, column 5.